# Siły Powietrzne Gwinei Równikowej
Gwinejskie Równikowe Siły Powietrzne dysponują w sumie 10 samolotami i śmigłowcami. Wykonują głównie zadania transportowe. Wśród samolotów znajdują się radzieckie Jak-40 Coding i Cessna 337 oraz śmigłowce Aerospatiale SA-316B, a także pochodzące z Hiszpanii samoloty CASA C-212.